# Tribunal spécial pour la sécurité de l’État (Italie)

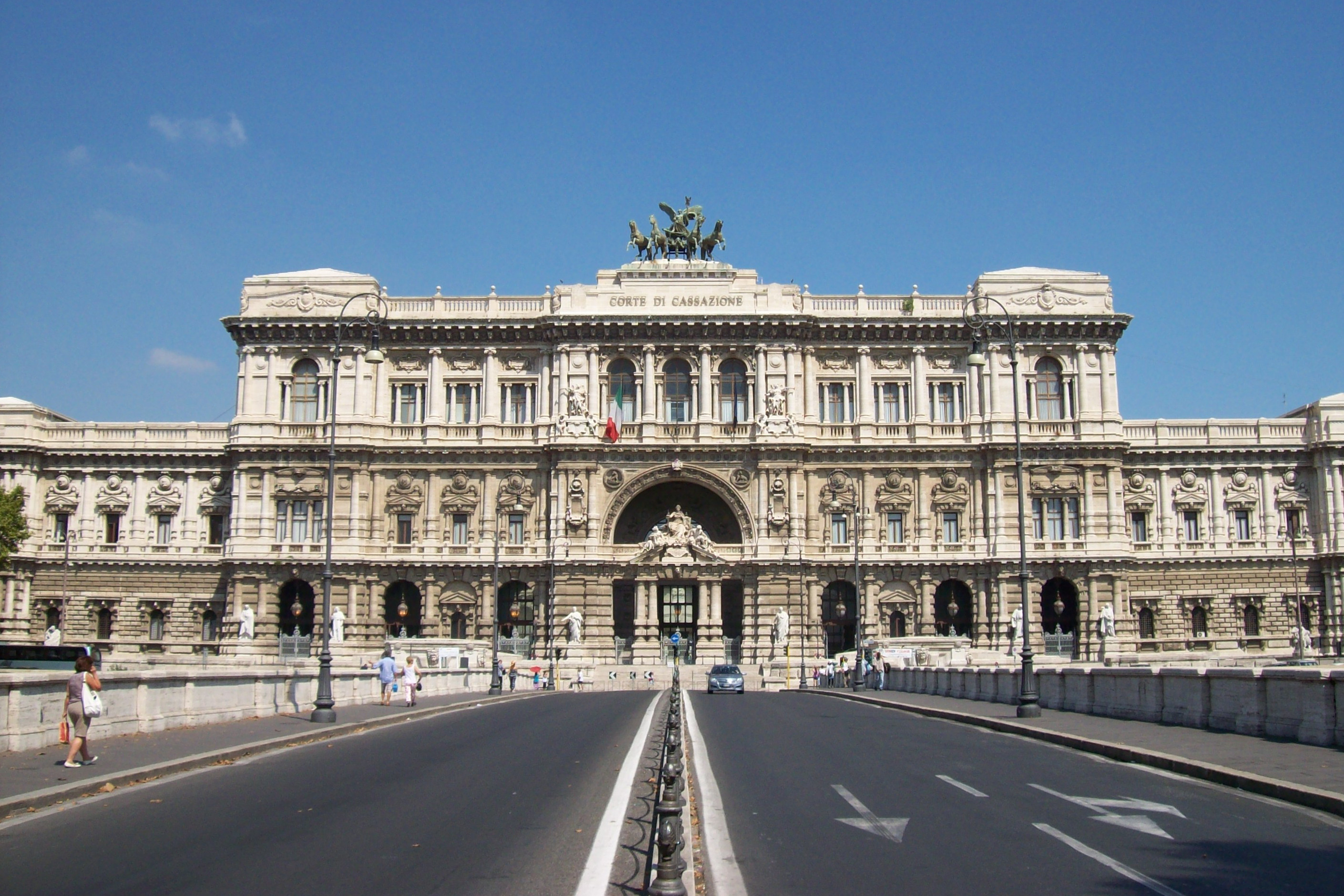
Palais de justice à Rome

Le Tribunal spécial pour la défense de l'État est un ancien organe juridictionnel italien, qui fonctionna de 1926 à 1943. Il s'agissait d'une cour judiciaire dont le rôle spécifique était de juger les délits commis contre la sécurité de l'État et du régime fasciste en Italie. Il fut institué le 25 novembre 1926 par la loi no 2008 portant sur diverses « Mesures pour la défense de l'État ». 
Pendant le régime fasciste le tribunal spécial a la possibilité de mettre en demeure, avertir et condamner les accusés politiques tenus pour être dangereux pour l'ordre public et la sécurité du régime. Avec cette loi de création du tribunal, est réintroduit la peine de mort pour certains délits à caractère politique.
Le Tribunal spécial est dissous le 25 juillet 1943, à la suite de la chute du régime fasciste. Un tribunal portant le même nom est créé pendant République sociale italienne (RSI) en décembre 1943 qui existera jusqu’à fin 1945.

## Composition
Le Tribunal spécial était composé d'un président choisi parmi les officiers généraux de l'armée de terre, de la marine, de l'aéronautique et de la Milice volontaire pour la sécurité nationale (MVSN), de cinq juges choisis par les officiers de la Milice volontaire pour la sécurité nationale (MVSN), un ayant le grade de consul et pour les autres, en service actif permanent ou en congés ou hors cadre, et un greffier sans droit de vote choisi parmi le personnel de la justice militaire.

## Présidents
- Carlo Sanna (it) 1926-1928
- Guido Cristini (it) 1928-1932
- Antonino Tringali Casanova 1932-1943

## Activité
Un bilan quantitatif de l'activité réalisée par le Tribunal a été constitué :
| Sentences prises - 978 pour délits politiques - 746 renvois vers d'autres tribunaux pour délits politiques - 12 pour recours contre le Tribunal spécial colonial - 324 pour espionnage - 258 pour délits monétaires, fraudes. (commis pendant les années de guerre) - 146 pour homicide, vol, violence. (commis pendant les années de guerre) - 293 renvois vers d'autres tribunaux pour sabotages - 7 pour délits divers | Jugés - 5 619 accusés - 5 496 condamnés - 988 acquittés - 5 497 hommes - 122 femmes - 697 mineurs - 3 898 ouvriers et artisans - 546 paysans - 221 professions libérales - 238 commerçants - 296 employés - 164 étudiants - 36 ménagères - 219 autres et non spécifiés | Condamnations - 27 735 ans, 5 mois, 19 jours - 42 à mort (31 exécutées) - 3 travaux forcés à perpétuité |